# Les Fêtes galantes (roman)
Pour les articles homonymes, voir Les Fêtes galantes.
Les Fêtes galantes est un roman de Michel Peyramaure publié en 2005 chez Robert Laffont. 
Il raconte l'histoire du jeune Etienne Maillard, ami de Guillaume Dubois, mêlant histoire personnelle fantaisiste et Histoire française véridique sous la Régence de Philippe d'Orléans.